# Simulium fragai
Simulium fragai är en tvåvingeart som beskrevs av Abreu 1960. Simulium fragai ingår i släktet Simulium och familjen knott.
Artens utbredningsområde är Angola. Inga underarter finns listade i Catalogue of Life.